# Eugeniusz Kukulski
Eugeniusz Kukulski (ur. 8 listopada 1888 w Bieczu, zm. wiosną 1940 w Katyniu) – podpułkownik artylerii Wojska Polskiego, ofiara zbrodni katyńskiej.

## Życiorys
Syn Franciszka i Bronisławy z Dylągów urodzony w Bieczu. Był absolwentem Wydziału Prawa Uniwersytetu Jagiellońskiego.
Był oficerem artylerii cesarskiej i królewskiej Armii. W latach 1912–1913 wziął udział w mobilizacji sił zbrojnych Monarchii Austro-Węgierskiej, wprowadzonej w związku z wojną na Bałkanach, a w następnych latach, w I wojnie światowej. Jego oddziałem macierzystym był pułk artylerii fortecznej nr 2 z Krakowa. W 1918 roku był przydzielony do pułku artylerii polowej ciężkiej Nr 26. W czasie służby w c. i k. armii awansował na kolejne stopnie w korpusie oficerów artylerii fortecznej: chorążego (1 stycznia 1912) i porucznika (1 marca 1915).
Walczył na wojnie z bolszewikami jako komendant pociągu pancernego nr 4 „Hallerczyk”. Następnie pełnił służbę w 1, 3 i 12 pułku artylerii ciężkiej.
3 maja 1922 roku został zweryfikowany w stopniu majora ze starszeństwem z dniem 1 czerwca 1919 roku i 48. lokatą w korpusie oficerów artylerii, a jego oddziałem macierzystym był 6 pułk artylerii polowej w Krakowie. W latach 1923–1924 pełnił służbę w tym pułku na stanowisku dowódcy I dywizjonu. 31 marca 1924 roku został mianowany podpułkownikiem ze starszeństwem z dniem 1 lipca 1923 roku i 28. lokatą w korpusie oficerów artylerii. W listopadzie 1927 roku został przeniesiony z 6 Oddziału Służby Artylerii do 16 pułku artylerii polowej w Grudziądzu na stanowisko zastępcy dowódcy pułku. W marcu 1929 roku został przeniesiony macierzyście do kadry oficerów artylerii z równoczesnym przeniesieniem służbowym do Powiatowej Komendy Uzupełnień Piotrków na stanowisko pełniącego obowiązki komendanta. Z dniem 30 listopada 1929 roku został przeniesiony w stan spoczynku. W 1934 roku pozostawał w ewidencji Powiatowej Komendy Uzupełnień Kraków Miasto. Posiadał przydział do Oficerskiej Kadry Okręgowej Nr V. Był wówczas „przewidziany do użycia w czasie wojny”.
W czasie kampanii wrześniowej 1939 roku dostał się do sowieckiej niewoli. Przebywał w obozie w Kozielsku. Wiosną 1940 roku został zamordowany przez funkcjonariuszy NKWD w Katyniu i tam pogrzebany. Od 28 lipca 2000 roku spoczywa na Polskim Cmentarzu Wojennym w Katyniu.
Eugeniusz Kukulski był żonaty ze Stefanią z Sikorskich, z którą miał syna Janusza.
5 października 2007 roku Minister Obrony Narodowej Aleksander Szczygło mianował go pośmiertnie do stopnia pułkownika. Awans został ogłoszony 9 listopada 2007 roku, w Warszawie, w trakcie uroczystości „Katyń Pamiętamy – Uczcijmy Pamięć Bohaterów”.

## Ordery i odznaczenia
- Krzyż Kampanii Wrześniowej – pośmiertnie 1 stycznia 1986 roku
- Signum Laudis Srebrny Medal Zasługi Wojskowej z mieczami na wstążce Krzyża Zasługi Wojskowej[2][3]
- Signum Laudis Brązowy Medal Zasługi Wojskowej z mieczami na wstążce Krzyża Zasługi Wojskowej[2][3]
- Krzyż Wojskowy Karola[2]
- Krzyż Pamiątkowy Mobilizacji 1912–1913[2][3]